# Miss Tierra 2011
Miss Tierra 2011, la 11.ª edición de Miss Tierra, se llevó a cabo el 3 de diciembre de 2011 en el Centro de Convenciones Lulu, en Thrissur, India. El lema de esta edición fue «The Earth is Crying. Let the Earth Smile Again!» (¡La tierra está llorando. Deja que la sonrisa de la Tierra llegue otra vez!).
Al final del evento Nicole Faria coronó a Olga Álava de Ecuador.

## Resultados
| Resultados finales      | Candidatas |
| ----------------------- | --- |
| Miss Tierra 2011        | - Ecuador- Olga Alava |
| Miss Tierra-Aire 2011   | - Brasil - Drielly Bennettone |
| Miss Tierra-Agua 2011   | - Filipinas - Athena Mae Imperial |
| Miss Tierra-Fuego 2011  | - Venezuela - Caroline Medina |
| Finalistas (Top 8)      | - Bosnia y Herzegovina - Aleksandra Kovacevic - Crimea - Nina Astrakhantseva - México - Casandra Becerra - Zimbabue - Thandi Muringa                                                                                               |
| Semifinalistas (Top 16) | - China Taipéi - Cherry Liu - Colombia - Andrea Devivo - Eslovenia - Rebecca Kim Lekše - Japón - Tomoko Maeda - Paraguay - Nicole Huber - Portugal - Susana Nogueira - Suecia - Renate Cerljen - Tailandia - Niratcha Tungtisanont |

### Premios especiales
| Premio                          | País/Localidad  | Candidata                    |
| ------------------------------- | --------------- | ---------------------------- |
| Mejor en Traje de Baño          | Venezuela       | Caroline Medina              |
| Mejor en Traje de Gala          | México          | Cassandra Becerra            |
| Mejor Talento                   | Venezuela       | Caroline Medina              |
| Miss Fotogénica                 | China Taipéi    | Cherry Liu                   |
| Miss Amistad                    | Venezuela       | Caroline Medina              |
| Miss Hannah Resort              | Colombia        | Andrea Devivo                |
| Miss Runway                     | Ecuador         | Olga Álava                   |
| Miss Pagudpud                   | Perú            | Maria Figueroa               |
| Miss Cute Face                  | Venezuela       | Caroline Medina              |
| Tarlac Tourism (Miss Turismo)   | Venezuela       | Caroline Medina              |
| Miss Stars Scene (Reina Actriz) | Filipinas       | Athena Mae Imperial          |
| Miss Fashion                    | Corea Venezuela | Kim E-seul y Caroline Medina |
| Miss Placenta (La mejor piel)   | Venezuela       | Caroline Medina              |
| Miss Natural                    | Venezuela       | Caroline Medina              |
| Mejor Cabello                   | Venezuela       | Caroline Medina              |
| Miss Personalidad               | Venezuela       | Caroline Medina              |
| Miss Ever Bilena                | Venezuela       | Caroline Medina              |
| Miss Golden Sunset              | Tailandia       | Niratcha Tungtisanont        |

     Premios importantes
     Premios otorgados fuera del certamen

## Candidatas
| País/Territorio/Estado               | Candidata                             | Edad | Estatura (pies/pulg) | Residencia/Ciudad   |
| ------------------------------------ | ------------------------------------- | ---- | -------------------- | ------------------- |
| Alemania                             | Manou Volkmer                         | 18   | 1,80 m (5′ 11″)      | Múnich              |
| Aruba                                | Melissa Vanesa Laclé                  | 25   | 1,80 m (5′ 11″)      | Oranjestad          |
| Australia                            | Deedee Zibara                         | 20   | 1,78 m (5′ 10″)      | West Ryde           |
| Austria                              | Elisabeth «Lisa» Denise Hanakamp      | 20   | 1,73 m (5′ 8″)       | Viena               |
| Bahamas                              | Kerel Razil Pinder                    | 26   | 1,74 m (5′ 9″)       | Gran Bahama         |
| Bélgica                              | Aline Jacqueline Decock               | 23   | 1,70 m (5′ 7″)       |                     |
| Belice                               | Kimberly Ann Robateau                 | 22   | 1,72 m (5′ 8″)       | Ciudad de Belice    |
| Bolivia                              | Valeria Odilia Avendaño Ávila         | 23   | 1,76 m (5′ 9″)       | La Paz              |
| Bosnia y Herzegovina                 | Aleksandra Kovacević                  | 21   | 1,75 m (5′ 9″)       | Sarajevo            |
| Botsuana                             | Messiah Jackson                       | 24   | 1,72 m (5′ 8″)       |                     |
| Brasil                               | Drielly Araújo Bennettone             | 21   | 1,84 m (6′ 0″)       | São Paulo           |
| Canadá                               | Ashlea Moor                           | 25   | 1,79 m (5′ 10″)      | Lethbridge          |
| Chile                                | Camila Andrea Stuardo Jeria           | 23   | 1,78 m (5′ 10″)      | Temuco              |
| China                                | Liu Yu Jun                            | 22   | 1,75 m (5′ 9″)       | Nankín              |
| China Taipéi                         | Cherry Liu                            | 18   | 1,75 m (5′ 9″)       | Taipéi              |
| Colombia                             | Andrea De Vivo Creazzo                | 23   | 1,75 m (5′ 9″)       | La Guajira          |
| Corea                                | Kim E-Seul                            | 26   | 1,74 m (5′ 9″)       | Seúl                |
| Crimea                               | Nina Astrakhantseva                   | 21   | 1,79 m (5′ 10″)      | Simferópol          |
| Curazao                              | Miluska Willems                       | 24   | 1,71 m (5′ 7″)       | Willemstad          |
| Dinamarca                            | Cecilia Aishah Iftikhar               | 24   | 1,73 m (5′ 8″)       |                     |
| Ecuador                              | Olga Mercedes Ávala Vargas            | 23   | 1,75 m (5′ 9″)       | Guayaquil           |
| El Salvador                          | Anita Esmeralda Puertas               | 22   | 1,78 m (5′ 10″)      | San Salvador        |
| Escocia                              | Amanda Quinn                          | 25   | 1,73 m (5′ 8″)       | Glasgow             |
| España                               | Verónica Doblas Roldán                | 21   | 1,73 m (5′ 8″)       | Madrid              |
| Eslovenia                            | Rebecca Kim Lekše                     | 20   | 1,70 m (5′ 7″)       |                     |
| Estados Unidos                       | Nicole Lisa Kelley                    | 22   | 1,65 m (5′ 5″)       | Daytona Beach       |
| Estonia                              | Xenia Likhacheva                      | 21   | 1,70 m (5′ 7″)       | Tallin              |
| Filipinas                            | Athena Mae "Little Sunshine" Imperial | 24   | 1,28 m (4′ 2″)       | Casiguran           |
| Francia                              | Mathilde Florin                       | 21   | 1,77 m (5′ 10″)      | Lille               |
| Gales                                | Emma Franklin                         | 24   | 1,73 m (5′ 8″)       | Cardiff             |
| Ghana                                | Patricia Nana Ama Agyeiwaa Amoah Anti | 21   | 1,56 m (5′ 1″)       |                     |
| Guadalupe                            | Mitchelle Malezieu                    | 18   | 1,76 m (5′ 9″)       |                     |
| Guam                                 | Anna Calvo                            | 25   | 1,65 m (5′ 5″)       | Dededo              |
| Guatemala                            | Ana Luisa Montúfar Urrutia            | 18   | 1,73 m (5′ 8″)       | Ciudad de Guatemala |
| Honduras                             | Stephany Hernández Martínez           | 19   | 1,78 m (5′ 10″)      | Roatán              |
| Hong Kong                            | Luo Wenxi                             | 18   | 1,78 m (5′ 10″)      | Hong Kong           |
| Hungría                              | Dora Szabó                            | 24   | 1,76 m (5′ 9″)       | Budapest            |
| India                                | Hasleen Kaur                          | 22   | 1,79 m (5′ 10″)      | Nueva Delhi         |
| Indonesia                            | Inez Elodhia Maharani                 | 22   | 1,68 m (5′ 6″)       | Yakarta             |
| Inglaterra                           | Roxanne Smith                         | 22   | 1,65 m (5′ 5″)       | Birmingham          |
| Irlanda                              | Rachelle Liggett                      | 20   | 1,73 m (5′ 8″)       | Dublín              |
| Irlanda del Norte                    | Alixandra Halliday                    | 19   | 1,70 m (5′ 7″)       | Derry               |
| Islas Vírgenes de los Estados Unidos | Kara Willams                          | 22   | 1,70 m (5′ 7″)       | Saint Croix         |
| Israel                               | Huda Naccache                         | 21   | 1,78 m (5′ 10″)      | Haifa               |
| Italia                               | Angelica Parisi                       | 23   | 1,72 m (5′ 8″)       | Turín               |
| Japón                                | Tomoko Maeda                          | 24   | 1,68 m (5′ 6″)       | Tokio               |
| Kosovo                               | Nora Asani                            | 24   | 1,70 m (5′ 7″)       | Pristina            |
| Letonia                              | Sanda Mezecka                         | 26   | 1,79 m (5′ 10″)      |                     |
| Líbano                               | Nathaly Farraj                        | 22   | 1,72 m (5′ 8″)       | Beirut              |
| Lesoto                               | Rorisang Motlomelo                    | 22   | 1,65 m (5′ 5″)       |                     |
| Luxemburgo                           | Natascha Bintz                        | 21   | 1,77 m (5′ 10″)      |                     |
| Macao                                | Cherry Ng Ka I                        | 24   | 1,65 m (5′ 5″)       | Macao               |
| Madagascar                           | Volamiandoha Ratsimiahotrarivo        | 18   | 1,75 m (5′ 9″)       | Antsirabe           |
| Malasia                              | Joyce Tay Tze Hui                     | 24   | 1,74 m (5′ 9″)       | Malaca              |
| Martinica                            | Coralie Leplus                        | 21   | 1,75 m (5′ 9″)       |                     |
| México                               | Casandra Ananké Becerra Vásquez       | 23   | 1,78 m (5′ 10″)      | Guadalajara         |
| Moldavia                             | Ramona Balan                          | 19   | 1,78 m (5′ 10″)      | Iasi                |
| Nepal                                | Anupama Aura Gurung                   | 23   | 1,67 m (5′ 6″)       | Chitwan             |
| Nueva Zelanda                        | Alexandra Grace Scott                 | 22   | 1,79 m (5′ 10″)      | Auckland            |
| Nigeria                              | Munachi Uzoma                         | 21   | 1,78 m (5′ 10″)      |                     |
| Noruega                              | Marion Dyrvik Homlong                 | 22   | 1,76 m (5′ 9″)       | Trondheim           |
| Países Bajos                         | Jill Duijves                          | 23   | 1,75 m (5′ 9″)       | Diemen              |
| Pakistán                             | Sanober Hussain                       | 23   | 1,75 m (5′ 9″)       |                     |
| Panamá                               | Marelissa Him Betancourt              | 22   | 1,70 m (5′ 7″)       | Panamá              |
| Paraguay                             | Nicole Elizabeth Huber Vera           | 21   | 1,74 m (5′ 9″)       | Asunción            |
| Perú                                 | María Gracia Figueroa Llave           | 21   | 1,74 m (5′ 9″)       | Lima                |
| Portugal                             | Susana Larisa Nogueira Do Dourado     | 20   |                      | Lisboa              |
| Puerto Rico                          | Agnes Eileen Benítez Santiago         | 25   | 1,73 m (5′ 8″)       | Cataño              |
| República Checa                      | Šárka Cojocarová                      | 21   | 1,78 m (5′ 10″)      | Svobodné Heřmanice  |
| República Dominicana                 | Sarah Féliz Mok                       | 24   | 1,78 m (5′ 10″)      | Monseñor Nouel      |
| República Eslovaca                   | Romana Procházková                    | 23   | 1,70 m (5′ 7″)       | Bratislava          |
| Rumania                              | Jihan Shanabli                        | 26   | 1,78 m (5′ 10″)      | Bucarest            |
| Rusia                                | Alena Kuznetsova                      |      |                      |                     |
| Singapur                             | Anggasaputri Felicia Orvalla          | 23   | 1,65 m (5′ 5″)       | Singapur            |
| Sri Lanka                            | Poojani Wakirigala                    | 24   | 1,70 m (5′ 7″)       | Colombo             |
| Sudáfrica                            | Dominique Mann                        | 25   | 1,74 m (5′ 9″)       |                     |
| Suecia                               | Renate Veronica Cerljen               | 22   | 1,77 m (5′ 10″)      | Staffanstorp        |
| Suiza                                | Irina de Giorgi                       | 21   | 1,77 m (5′ 10″)      | Zúrich              |
| Tailandia                            | Niratcha Tungtisanont                 | 22   | 1,72 m (5′ 8″)       | Bangkok             |
| Tanzania                             | Nelly Alexandra Kamwelu               | 19   | 1,72 m (5′ 8″)       | Dar es-Salam        |
| Trinidad y Tobago                    | Melanie George-Sharpe                 | 24   | 1,70 m (5′ 7″)       |                     |
| Turquía                              | Merve Saribas                         | 20   | 1,74 m (5′ 9″)       | Estambul            |
| Ucrania                              | Khrystyna Oparina                     | 19   | 1,77 m (5′ 10″)      | Járkov              |
| Venezuela                            | Caroline Gabriela Medina Peschiutta   | 19   | 1,78 m (5′ 10″)      | Maracay             |
| Vietnam                              | Phan Thị Mơ                           | 21   | 1,72 m (5′ 8″)       | Tiền Giang          |
| Zambia                               | Akamandisa Inambao                    | 21   | 1,79 m (5′ 10″)      | Lusaka              |
| Zimbabue                             | Thandi Muringa                        | 23   | 1,72 m (5′ 8″)       | Harare              |

## Datos de las delegadas

### Países y territorios que regresan
- 2005:
  -  Estonia
  -  Portugal

- 2009:
  -  El Salvador
  -  Honduras
  -  Hungría
  -  Paraguay
  -  Suecia
  -  Islas Turcas y Caicos

### Otras participaciones
Miss Universo
- 2006:  Aruba: Melissa Vanessa Lacle (No clasificó)
- 2009:  Suecia: Renate Cerljen (Top 15)
- 2014:  Guatemala: Ana Luisa Montúfar Urrutia (No clasificó)

Miss Mundo
- 2011:  Paraguay: Nicole Huber (Top 15)

Miss Internacional
- 2010:  Costa Rica: Mariela Aparicio (Top 15)
- 2012:  Paraguay: Nicole Huber (Cuarta finalista)

Miss Supranacional
- 2010:  Paraguay: Alexandra Fretes

Reina Hispanoamericana
- 2010:  Venezuela: Caroline Medina (Ganadora)
- 2011:  Ecuador: Olga Álava (Segunda finalista)

Miss Continente Americano
- 2012:  Chile: Camila Stuardo

International Model of the Year
- 2009:  República Checa: Šárka Cojocarová (Segunda finalista)

Miss Globe International
- 2008:  República Checa: Šárka Cojocarová (Top 12)

Top Model of the World
- 2011:  El Salvador: Anita Puertas (Top 15)[90]

Miss Beauty of the World 2010
- 2010:  Suecia: Renate Cerljen (Cuarta finalista)

### Reemplazos
- Rusia: Tatiana Sayapina de Voronezh, primera finalista, remplazó a la ganadora de Miss Krassa Rossiya, Daria Konovalova que fue elegida delegada de otra competencia internacional.
- Belice: Kimberly Robateau sustituyó a la ganadora de Miss Tierra 2011 Belice, Monique Habet, por razones no reveladas.
- Indonesia: Liza Elly Purnamasari fue reemplazada por Inez Elodhia Maharani.
- Vietnam: Nguyễn Thái Hà fue reemplazada por Phan Thị Mơ.